# 无毛青藤
无毛青藤（学名：Illigera glabra），为莲叶桐科青藤属下的一个植物种。